# Cryptaspasma acrolophoides
Cryptaspasma acrolophoides es una especie de polilla del género Cryptaspasma, categorizada en la tribu Microcorsini, de la subfamilia Olethreutinae.

## Distribución
Se distribuye por Brasil.

## Taxonomía
Fue descrita por Meyrick en 1931 y publicada en (Acharneodes), Exotic Microlepid. 4: 128.